# 훔친 사과가 맛이 있다
훔친 사과가 맛이 있다는 김수형 감독의 1984년작 영화이다.

## 줄거리
어머니의 불륜을 목격한 뒤 본능에 대한 이상 심리를 갖게 된 수미는 불량배 마도엽을 만나 뜨거운 여자로 변하지만 거친 마도엽을 피해 도망친다. 그 후 도예가 세형과 결혼한 수미는 남편의 절제에 불만을 느껴 밤거리를 헤매는데...

## 출연
- 오수비
- 최윤석
- 마흥식
- 김애경
- 윤일주